# ウィリアム・フライヤー・ハーヴィー
ウィリアム・フライヤー・ハーヴィー（William Fryer Harvey、W・F・ハーヴィー、1885年4月14日-1937年6月4日）はイギリスの怪奇小説作家。ハーヴェイ、ハーヴィの表記もある。
ウェスト・ヨークシャーのリーズでクエーカー教徒の家に生まれた。
リーズ大学で医学を学び、第一次世界大戦中に海軍医師として功績があったが、胸部疾患のため公職を退き、療養生活の傍ら怪奇小説を書いた。
ロンドン郊外のレッチワースで死去。享年52。
ホラー小説の古典「五本指のけだもの」と「炎天」の作者として知られる。

## 日本語訳作品
五本指のけだもの　The Beast with Five Fingers
訳：鹿谷俊夫
「アンソロジー・恐怖と幻想 Vol.3」（月刊ペン社）に収載
- 五本指の怪物

訳：大西尹明、「世界恐怖小説全集　第4 消えた心臓」（東京創元社）に収載
- 五本指のけだもの　W・F・ハーヴィー怪奇小説集

訳：横山茂雄（国書刊行会、2024年）ISBN 978-4336074201
- 手

翻案、画：水木しげる
「ゲゲゲの鬼太郎1」（朝日ソノラマサンコミックス）に収載
炎天　August Heat
訳：平井呈一、「世界大ロマン全集24」（東京創元社）に収載
新版「怪奇小説傑作集 1 英米編 1」（創元推理文庫、2006年）に収載  ISBN 978-4488501068
- 八月の熱波

訳：田口俊樹
「巨匠の選択」（ハヤカワ・ポケット・ミステリ:早川書房、ローレンス・ブロック編）に収載　ISBN 978-4150017064
- 八月の炎暑

訳：宮本朋子
「憑かれた鏡 エドワード・ゴーリーが愛する12の怪談」（河出書房新社、エドワード・ゴーリー編）に収載　ISBN 978-4309204659
- 八月の暑さのなかで

訳：金原瑞人
「八月の暑さのなかで - ホラー短編集」 (岩波少年文庫、金原瑞人編)に収載　ISBN 978-4001146028
- むし暑い日

翻案、画：水木しげる
「水木しげる漫画大全集 怪物マチコミ」（講談社）に収載　ISBN 978-4063775921
サラー・ベネットの憑きもの　Sarah Bennet's Possession
訳：平井呈一
「怪奇幻想の文学2 暗黒の祭祀」（新人物往来社、荒俣宏/他編）に収載
みずうみ　The Lake
訳：宇野利泰
「探偵小説の世紀」（創元推理文庫、G・K・チェスタートン編）に収載
羊歯　The Fern
訳：西崎憲
「英国短篇小説の愉しみ1 看板描きと水晶の魚」（筑摩書房、西崎編）に収載　ISBN 978-4480831811
旅行時計　The Clock
訳：西崎憲
「怪奇小説の世紀 第1巻 夢魔の家」（国書刊行会、西崎憲編）に収載　ISBN 978-4336034618
コーネリアスという女　Miss Cornelius
訳：大西尹明
「世界恐怖小説全集4　消えた心臓」（東京創元社）に収載
ダブラーズ　The Dubblers
訳：大友香奈子
「魔法使いになる14の方法」（創元推理文庫、ピーター・ヘイニング編）に収載　ISBN 978-4488572051
道具  The Tool
訳：八十島薫
「幻想と怪奇 No.4」（歳月社）に収載

## 映像化作品
「五本指の野獣」The Beast with Five Fingers（1946年、アメリカ、モノクロ、88分）
原作：五本指のけだもの
監督：ロバート・フローリー
製作総指揮：ジャック・L・ワーナー
脚本：カート・シオドマク
音楽：マックス・スタイナー
キャスト：ロバート・アルダ、アンドレア・キング、ピーター・ローレ、ヴィクター・フランセン、J・キャロル・ネイシュ、チャールズ・ディングル